# 500 Milhas de Indianápolis de 2015
A 99ª edição das 500 Milhas de Indianápolis foi a sexta corrida da temporada de 2015 da IndyCar Series. Disputada no dia 24 de maio no Indianapolis Motor Speedway, localizado na cidade de Speedway, em Indiana, teve como vencedor o colombiano Juan Pablo Montoya, da equipe Penske. Seu compatriota Gabby Chaves, da Bryan Herta Autosport, foi o melhor entre os pilotos novatos.

## Treino classificatório
A pole-position foi conquistada pelo piloto neozelandês Scott Dixon, da equipe Chip Ganassi Racing. Os brasileiros Tony Kanaan (também da Ganassi) e Hélio Castroneves (Penske), respectivamente quarto e quinto colocados no grid, ficaram separados por apenas 1 centésimo.
Dentre os pilotos que disputarão apenas a Indy 500, o melhor colocado no Pole Day foi o espanhol Oriol Servià (Rahal Letterman Lanigan Racing), classificado em 13º lugar. Gabby Chaves, da Bryan Herta Autosport, foi o melhor representante entre os novatos, obtendo apenas um 29º lugar.
No Bump Day, quatro pilotos brigaram por vagas na última fila: Jack Hawksworth (Foyt), Stefano Coletti (KV), Bryan Clauson (Jonathan Byrd's) e Buddy Lazier (Lazier Partners). Porém, o campeão da Indy 500 de 1996 não chegou a marcar tempo na sessão, ficando de fora da corrida. É a sexta vez que Lazier, campeão da IRL em 2000, não conseguiu a classificação.
O pace car da edição de 2015 será um Chevrolet Corvette Z06, pilotado por Jeff Gordon.

## Treino classificatório (Pole Day)
(R) = Rookie das 500 Milhas; (V) = Vencedor das 500 Milhas
| Domingo, 17 de maio de 2015                        | Domingo, 17 de maio de 2015            | Domingo, 17 de maio de 2015            | Domingo, 17 de maio de 2015            | Domingo, 17 de maio de 2015            | Domingo, 17 de maio de 2015            | Domingo, 17 de maio de 2015            | Domingo, 17 de maio de 2015            |                                        |
| Classificados entre as posições 1 e 30             | Classificados entre as posições 1 e 30 | Classificados entre as posições 1 e 30 | Classificados entre as posições 1 e 30 | Classificados entre as posições 1 e 30 | Classificados entre as posições 1 e 30 | Classificados entre as posições 1 e 30 | Classificados entre as posições 1 e 30 | Classificados entre as posições 1 e 30 |
| Pos.                                               | No.                                    | Piloto                                 | Equipe                                 | Motor                                  | Velocidade                             |                                        |                                        |                                        |
| -------------------------------------------------- | -------------------------------------- | -------------------------------------- | -------------------------------------- | -------------------------------------- | -------------------------------------- | -------------------------------------- | -------------------------------------- | -------------------------------------- |
| 1                                                  | 9                                      | Scott Dixon                            | Chip Ganassi Racing                    | Chevrolet                              | 226.760                                |                                        |                                        |                                        |
| 2                                                  | 1                                      | Will Power                             | Team Penske                            | Chevrolet                              | 226.350                                |                                        |                                        |                                        |
| 3                                                  | 22                                     | Simon Pagenaud                         | Team Penske                            | Chevrolet                              | 226.145                                |                                        |                                        |                                        |
| 4                                                  | 10                                     | Tony Kanaan                            | Chip Ganassi Racing                    | Chevrolet                              | 225.503                                |                                        |                                        |                                        |
| 5                                                  | 3                                      | Hélio Castroneves                      | Team Penske                            | Chevrolet                              | 225.502                                |                                        |                                        |                                        |
| 6                                                  | 25                                     | Justin Wilson                          | Andretti Autosport                     | Honda                                  | 225.279                                |                                        |                                        |                                        |
| 7                                                  | 11                                     | Sebastian Bourdais                     | KV Racing Technology                   | Chevrolet                              | 225.193                                |                                        |                                        |                                        |
| 8                                                  | 27                                     | Marco Andretti                         | Andretti Autosport                     | Honda                                  | 225.189                                |                                        |                                        |                                        |
| 9                                                  | 21                                     | Josef Newgarden                        | CFH Racing                             | Chevrolet                              | 225.187                                |                                        |                                        |                                        |
| 10                                                 | 6                                      | J. R. Hildebrand                       | CFH Racing                             | Chevrolet                              | 225.099                                |                                        |                                        |                                        |
| 11                                                 | 26                                     | Carlos Muñoz                           | Andretti Autosport                     | Honda                                  | 225.042                                |                                        |                                        |                                        |
| 12                                                 | 20                                     | Ed Carpenter                           | CFH Racing                             | Chevrolet                              | 224.883                                |                                        |                                        |                                        |
| 13                                                 | 32                                     | Oriol Servià                           | Rahal Letterman Lanigan Racing         | Honda                                  | 224.777                                |                                        |                                        |                                        |
| 14                                                 | 83                                     | Charlie Kimball                        | Chip Ganassi Racing                    | Chevrolet                              | 224.743                                |                                        |                                        |                                        |
| 15                                                 | 2                                      | Juan Pablo Montoya                     | Team Penske                            | Chevrolet                              | 224.657                                |                                        |                                        |                                        |
| 16                                                 | 28                                     | Ryan Hunter-Reay                       | Andretti Autosport                     | Honda                                  | 224.573                                |                                        |                                        |                                        |
| 17                                                 | 15                                     | Graham Rahal                           | Rahal Letterman Lanigan Racing         | Honda                                  | 224.290                                |                                        |                                        |                                        |
| 18                                                 | 18                                     | Carlos Huertas                         | Dale Coyne Racing                      | Honda                                  | 224.233                                |                                        |                                        |                                        |
| 19                                                 | 29                                     | Simona de Silvestro                    | Andretti Autosport                     | Honda                                  | 223.838                                |                                        |                                        |                                        |
| 20                                                 | 7                                      | James Jakes                            | Schmidt Peterson Motorsports           | Honda                                  | 223.790                                |                                        |                                        |                                        |
| 21                                                 | 19                                     | Tristan Vautier                        | Dale Coyne Racing                      | Honda                                  | 223.747                                |                                        |                                        |                                        |
| 22                                                 | 48                                     | Alex Tagliani                          | A. J. Foyt Enterprises                 | Honda                                  | 223.722                                |                                        |                                        |                                        |
| 23                                                 | 8                                      | Sage Karam                             | Chip Ganassi Racing                    | Chevrolet                              | 223.595                                |                                        |                                        |                                        |
| 24                                                 | 5                                      | James Hinchcliffe                      | Schmidt Peterson Motorsports           | Honda                                  | 223.519                                |                                        |                                        |                                        |
| 25                                                 | 43                                     | Conor Daly                             | Dale Coyne Racing                      | Honda                                  | 223.482                                |                                        |                                        |                                        |
| 26                                                 | 24                                     | Townsend Bell                          | Dreyer & Reinbold Kingdom Racing       | Chevrolet                              | 223.447                                |                                        |                                        |                                        |
| 27                                                 | 14                                     | Takuma Sato                            | A. J. Foyt Enterprises                 | Honda                                  | 223.226                                |                                        |                                        |                                        |
| 28                                                 | 63                                     | Pippa Mann                             | Dale Coyne Racing                      | Honda                                  | 223.104                                |                                        |                                        |                                        |
| 29                                                 | 98                                     | Gabby Chaves (R)                       | Bryan Herta Autosport                  | Honda                                  | 222.916                                |                                        |                                        |                                        |
| 30                                                 | 17                                     | Sebastián Saavedra                     | Chip Ganassi Racing                    | Chevrolet                              | 222.898                                |                                        |                                        |                                        |
| Classificados entre as posições 31 e 33 (Bump Day) |                                        |                                        |                                        |                                        |                                        |                                        |                                        |                                        |
| 31                                                 | 41                                     | Jack Hawksworth                        | A. J. Foyt Enterprises                 | Honda                                  | 222.787                                |                                        |                                        |                                        |
| 32                                                 | 4                                      | Stefano Coletti (R)                    | KV Racing Technology                   | Chevrolet                              | 221.912                                |                                        |                                        |                                        |
| 33                                                 | 88                                     | Bryan Clauson                          | Jonathan Byrd's Racing                 | Chevrolet                              | 220.523                                |                                        |                                        |                                        |
| Não-classificado                                   |                                        |                                        |                                        |                                        |                                        |                                        |                                        |                                        |
| —                                                  | 91                                     | Buddy Lazier                           | Lazier Partners Racing                 | Chevrolet                              | Não marcou tempo                       |                                        |                                        |                                        |
| OFFICIAL REPORT                                    |                                        |                                        |                                        |                                        |                                        |                                        |                                        |                                        |

## Grid de largada
(R) = Rookie das 500 Milhas; (V) = Vencedor das 500 Milhas
| Row | Abre a fila | Abre a fila          | Meio da fila | Meio da fila          | Encerra a fila | Encerra a fila         |
| --- | ----------- | -------------------- | ------------ | --------------------- | -------------- | ---------------------- |
| 1   | 9           | Scott Dixon (V)      | 1            | Will Power            | 22             | Simon Pagenaud         |
| 2   | 10          | Tony Kanaan (V)      | 3            | Hélio Castroneves (V) | 25             | Justin Wilson          |
| 3   | 11          | Sebastian Bourdais   | 27           | Marco Andretti        | 21             | Josef Newgarden        |
| 4   | 6           | J. R. Hildebrand     | 26           | Carlos Muñoz          | 20             | Ed Carpenter           |
| 5   | 32          | Oriol Servià         | 83           | Charlie Kimball       | 2              | Juan Pablo Montoya (V) |
| 6   | 28          | Ryan Hunter-Reay (V) | 15           | Graham Rahal          | 29             | Simona de Silvestro    |
| 7   | 7           | James Jakes          | 48           | Alex Tagliani         | 8              | Sage Karam             |
| 8   | 43          | Conor Daly           | 24           | Townsend Bell         | 14             | Takuma Sato            |
| 9   | 63          | Pippa Mann           | 98           | Gabby Chaves (R)      | 17             | Sebastián Saavedra     |
| 10  | 41          | Jack Hawksworth      | 4            | Stefano Coletti (R)   | 88             | Bryan Clauson          |
| 11  | 5           | Ryan Briscoe         | 18           | Tristan Vautier2      | 19             | James Davison3         |

### Não correm
- Tristan Vautier (classificou o carro, dará lugar a James Davison)
- James Hinchcliffe (acidente)1
- Buddy Lazier (não marcou tempo no Bump Day)

1 Classificado em 24º lugar, James Hinchcliffe sofreu acidente durante uma sessão de testes, e passou por cirurgia. Sua equipe, a Schmidt Peterson Motorsports, não havia definido quem substituirá o canadense, que pode inclusive perder o restante da temporada - Katherine Legge e Tristan Vautier, que correu a temporada 2013 pelo time, foram cogitados para sucedê-lo, mas o australiano Ryan Briscoe foi escalado para substituir Hinchcliffe.
2 Tristan Vautier, que classificara o carro de James Davison no Pole Day, foi escalado para o lugar de Carlos Huertas, que reclamou de dores no ouvido e foi vetado pelo médico da IndyCar, Terry Trammell. Pelas regras da Indy 500, o francês largará em 31º lugar, fazendo que os pilotos que largariam atrás de Huertas ganhassem uma posição.
3James Davison cedeu o #19 ao francês Tristan Vautier no treino classificatório. O piloto australiano teria que disputar uma etapa da Pirelli World Challenge no Canadá e não daria tempo para classificar o carro. Embora Vautier tivesse classificado o Dallara-Honda em 21º lugar, Davison largará em último, segundo as regras da Indy 500. Por isto, os pilotos que ficaram atrás no Pole Day ganham uma posição.

## Inscrições
- Jay Howard, que não corre na Indy desde o GP de Las Vegas de 2011, foi inscrito pela Bryan Herta Autosport com o #97. Porém, a equipe decidiu cancelar a inscrição do piloto inglês por falta de recursos.[6]
- A Jonathan Byrd's Racing fará sua estreia como equipe independente na Indy 500 de 2015. Na fase da CART, chegou a patrocinar os carros de Stan Fox, Arie Luyendyk e Rich Vogler. Bryan Clauson, que disputou a prova em 2012, foi contratado para pilotar o Dallara-Chevrolet #88.[7]
- Em abril, a suíça Simona de Silvestro foi confirmada no carro #29 da Andretti Autosport,[8][9] que disputará apenas a Indy 500.
- Sebastián Saavedra (Ganassi #17), Tristan Vautier (Dale Coyne #19), Pippa Mann (Dale Coyne #63), Townsend Bell (Dreyer & Reinbold/Kingdom #24), Oriol Servià (RLL #32), Alex Tagliani (Foyt #48) e Conor Daly (SPM #43) também foram inscritos apenas para esta corrida.
- Na Dale Coyne Racing, uma situação curiosa: o australiano James Davison pilotou o carro nos treinos, mas cedeu a vaga para o francês Tristan Vautier no Pole day. O motivo: Davison teria que disputar uma prova de turismo no Canadá e não teria como classificar o carro.

## Cerimonial
Em dezembro de 2014, foi confirmada a presença do grupo Straight No Chaser no cerimonial de abertura da Indy 500 de 2015. Eles substituirão o cantor Jim Nabors na interpretação de "Back Home Again in Indiana" - alegando problemas de saúde, Nabors fez sua última apresentação na cerimônia em 2014. Jordin Sparks foi confirmada para cantar o hino nacional dos EUA - em 2014, a intérprete foi LeAnn Rimes.

## Acidentes
Na quarta-feira de testes para a corrida, o Penske de Hélio Castroneves bateu na curva 1 do circuito de Indianápolis e capotou, mas conseguiu sair do carro ileso. Preocupada, a Indy solicitou à Chevrolet que retirasse a lâmina dos bicos dos carros.
Mesmo assim, o problema não foi completamente resolvido, depois que Josef Newgarden e Ed Carpenter (ambos da CFH Racing) bateram forte seus carros nas curvas 2 e 3 de Indianápolis e também decolaram. Porém, Newgarden e Carpenter saíram sem nenhum ferimento mais grave. Novamente, a organização da Indy resolveu intervir: encurtou a classificação e excluiu o fast nine (que definiria o pole-position e as demais posições entre as filas 1 e 3).
Pippa Mann, da Dale Coyne Racing, também se envolveu em um acidente violento: na parte final da sessão de treinos, a inglesa bateu seu Dallara-Honda #63 na mureta que separa a pista dos boxes, após perder o controle do carro, que vinha atrás de Marco Andretti. Apesar do susto, Pippa também escapou ilesa.
Em 18 de maio, mais um acidente: o canadense James Hinchcliffe (Schmidt Peterson Motorsports), classificado na 24ª posição, bateu com força na curva 3 (mesmo local onde Ed Carpenter havia se acidentado) e o Dallara-Honda #5 pegou fogo. A causa poderia ser alguma peça quebrada. Hinchcliffe, ao contrário do que ocorreu nos outros 3 acidentes, não teve sorte: foi retirado pela equipe médica e levado ao Centro Médico, mas não foi liberado imediatamente. Em seguida, foi levado ao Hospital Metodista de Indianápolis, onde foi detectada uma lesão na parte anterior da coxa esquerda do canadense.

## Resultado
| Pos                | No. | Piloto              | Equipe                           | Motor     | Voltas | Tempo de corrida/Abandono | Pit-stops | Grid | Voltas lideradas | Pts.1 |
| ------------------ | --- | ------------------- | -------------------------------- | --------- | ------ | ------------------------- | --------- | ---- | ---------------- | ----- |
| 1                  | 2   | Juan Pablo Montoya  | Team Penske                      | Chevrolet | 200    | 3:05:56.5286              |           | 15   | 9                | 101   |
| 2                  | 1   | Will Power          | Team Penske                      | Chevrolet | 200    | +0.1046                   |           | 2    | 23               | 81    |
| 3                  | 83  | Charlie Kimball     | Chip Ganassi Racing              | Chevrolet | 200    | +0.795                    |           | 14   | 10               | 71    |
| 4                  | 9   | Scott Dixon         | Chip Ganassi Racing              | Chevrolet | 200    | +1.029                    |           | 1    | 84               | 67    |
| 5                  | 15  | Graham Rahal        | Rahal Letterman Lanigan Racing   | Honda     | 200    | +2.312                    |           | 17   |                  | 60    |
| 6                  | 27  | Marco Andretti      | Andretti Autosport               | Honda     | 200    | +2.539                    |           | 8    |                  | 56    |
| 7                  | 3   | Hélio Castroneves   | Team Penske                      | Chevrolet | 200    | +2.782                    |           | 5    | 2                | 53    |
| 8                  | 6   | J. R. Hildebrand    | CFH Racing                       | Chevrolet | 200    | +3.563                    |           | 10   |                  | 48    |
| 9                  | 21  | Josef Newgarden     | CFH Racing                       | Chevrolet | 200    | +4.028                    |           | 9    |                  | 44    |
| 10                 | 22  | Simon Pagenaud      | Team Penske                      | Chevrolet | 200    | +4.215                    |           | 3    | 35               | 41    |
| 11                 | 11  | Sébastien Bourdais  | KV Racing                        | Chevrolet | 200    | +5.307                    |           | 7    |                  | 38    |
| 12                 | 5   | Ryan Briscoe        | Schmidt Peterson Motorsports     | Honda     | 200    | +5.669                    |           | 31   |                  | 36    |
| 13                 | 14  | Takuma Sato         | A. J. Foyt Enterprises           | Honda     | 200    | +6.168                    |           | 24   |                  | 34    |
| 14                 | 24  | Townsend Bell       | Dreyer & Reinbold Kingdom Racing | Chevrolet | 200    | +8.501                    |           | 23   |                  | 32    |
| 15                 | 28  | Ryan Hunter-Reay    | Andretti Autosport               | Honda     | 200    | +9.648                    |           | 16   |                  | 30    |
| 16                 | 98  | Gabby Chaves        | Bryan Herta Autosport            | Honda     | 200    | +10.102                   |           | 26   |                  | 28    |
| 17                 | 48  | Alex Tagliani       | A. J. Foyt Enterprises           | Honda     | 200    | +11.215                   |           | 20   | 2                | 27    |
| 18                 | 7   | James Jakes         | Schmidt Peterson Motorsports     | Honda     | 200    | +12.043                   |           | 19   |                  | 24    |
| 19                 | 29  | Simona de Silvestro | Andretti Autosport               | Honda     | 200    | +12.733                   |           | 18   |                  | 22    |
| 20                 | 26  | Carlos Muñoz        | Andretti Autosport               | Honda     | 200    | +39.835                   |           | 11   | 3                | 21    |
| 21                 | 25  | Justin Wilson       | Andretti Autosport               | Honda     | 199    | +1 volta                  |           | 6    | 2                | 19    |
| 22                 | 63  | Pippa Mann          | Dale Coyne Racing                | Honda     | 197    | +3 voltas                 |           | 25   |                  | 16    |
| 23                 | 17  | Sebastián Saavedra  | Chip Ganassi Racing              | Chevrolet | 175    | Acidente                  |           | 27   |                  | 14    |
| 24                 | 41  | Jack Hawksworth     | A. J. Foyt Enterprises           | Honda     | 175    | Acidente                  |           | 28   |                  | 12    |
| 25                 | 4   | Stefano Coletti     | KV Racing                        | Chevrolet | 175    | Acidente                  |           | 29   |                  | 10    |
| 26                 | 10  | Tony Kanaan         | Chip Ganassi Racing              | Chevrolet | 151    | Acidente                  |           | 4    | 30               | 11    |
| 27                 | 19  | James Davison       | Dale Coyne Racing                | Honda     | 116    | Problemas mecânicos       |           | 33   |                  | 10    |
| 28                 | 18  | Tristan Vautier     | Dale Coyne Racing                | Honda     | 116    | Problemas mecânicos       |           | 32   |                  | 10    |
| 29                 | 32  | Oriol Servià        | Rahal Letterman Lanigan Racing   | Honda     | 112    | Acidente                  |           | 13   |                  | 10    |
| 30                 | 20  | Ed Carpenter        | CFH Racing                       | Chevrolet | 112\|  | Acidente                  |           | 12   |                  | 10    |
| 31                 | 88  | Bryan Clauson       | Jonathan Byrd's Racing           | Chevrolet | 61     | Acidente                  |           | 30   |                  | 10    |
| 32                 | 8   | Sage Karam          | Chip Ganassi Racing              | Chevrolet | 0      | Acidente                  |           | 21   |                  | 10    |
| 33                 | 43  | Conor Daly          | Schmidt Peterson Motorsports     | Honda     | 0      | Problemas mecânicos       |           | 22   |                  | 10    |
| OFFICIAL BOX SCORE |     |                     |                                  |           |        |                           |           |      |                  |       |